# دوراهی قپان
تقاطع دوراهی قپان واقع در جنوب غرب تهران، یکی از قدیمی‌ترین محله‌های تهران است.
یک سر این دوراهی به خیابان امین الملک و بازار امامزاده حسن می‌خورد و سر دیگر آن خیابان قزوین و میدان قزوین و سه راه آذری است.
از سمت شرق هم به امامزاده معصوم و بزرگراه نواب، و از شمال به بریانک و از جنوب هم به محله فلاح منتهی می‌شود.
به علت وجود بازار امامزاده حسن نزدیک این تقاطع در کلیهٔ ایام سال ترافیک سنگینی مشاهده می‌شود.

## تاریخچه
در گذشته در این محل قپانی وجود داشت و کاروان‌هایی که از دروازه قزوین وارد تهران قدیم می‌شدند، بار خود را به وسیلهٔ آن اندازه‌گیری یا به اصطلاح «قپان» می‌کردند؛ که این یکی از مزایای وارد شدن از دروازه قزوین به تهران بود.